# Bryan McCann
(en) Statistiques sur pro-football-reference
Bryant McCann (né le 29 septembre 1987 à Lawton) est un joueur américain de football américain.

## Carrière

### Université
En 2006, McCann choisit d'entrer à l'université méthodiste du Sud. Il est nommé dans l'équipe des freshman de la Conference USA 2006. Il débute les douze matchs de la saison 2007 et fait cinquante-neuf passes, sept passes déviées, et quatre interceptions. Ses deux dernières saisons le voient prendre le poste de punt returner. Il fait trois interceptions en 2009.

### Professionnel
Bryan McCann n'est sélectionné par aucune équipe lors du draft de la NFL de 2010. Il signe le 25 avril avec les Cowboys de Dallas avec seize autres joueurs non-drafté. Il ne reste que le temps de la pré-saison et il s'engage le 5 septembre avec les Ravens de Baltimore qui le libèrent après un match.
Le 16 septembre 2010, il revient à Dallas en signant avec l'équipe d'entraînement. Il intègre l'équipe active le 4 novembre. Dix jours plus tard, il intercepte sa première passe contre les Giants de New York, une passe d'Eli Manning. McCann retourne cette interception en touchdown de 101 yards, brisant le record du retour d'interception le plus long de l'histoire de Dallas, détenu par Mike Gaechter (100 yards). La semaine suivante, il retourne un punt en touchdown de quatre-vingt-dix sept yards contre les Lions de Detroit et est nommé Rookie de la onzième journée.
Il fait deux matchs avec les Cowboys en 2011 avant d'être libéré. Le 4 octobre 2011, il signe avec les Ravens de Baltimore, avec qui il entre au cours de trois matchs mais il est remercié le 5 novembre. Le 17 novembre, il signe avec les Raiders d'Oakland après la blessure de Chimdi Chekwa pour jouer à un poste de remplaçant. McCann est libéré peu avant la saison 2012 et signe, le 6 novembre 2012, avec les Dolphins de Miami où là aussi il évolue à un poste de second choix. 
Libéré après la saison 2012, il arrive chez les Cardinals de l'Arizona le 4 avril 2013.

## Palmarès
- Retour d'interception le plus long de l’histoire des Cowboys de Dallas (101 yards)
- Retour d'interception le plus long de la saison NFL 2010
- Retour de punt le plus long de la saison NFL 2010
- Rookie de la onzième journée de la saison NFL 2010